# 도로로촌
도로로촌(일본어: 都呂々村)은 일본 구마모토현 아마쿠사군에 설치되었던 촌이다.

## 역사
- 1889년 4월 1일 - 정촌제 시행에 의해 아마쿠사군 도로로촌이 성립하였다.
- 1956년 9월 30일 - 레이호쿠정에 편입되었다.

## 교육
- 都呂々村立都呂々小学校
- 都呂々村立都呂々中学校

## 참고 문헌
- 角川日本地名大辞典編纂委員会, 『角川日本地名大辞典 43 熊本県』1987, 角川書店